# Волзький ВТТ МВД
Волзький ВТТ МВД (рос. ВОЛЖСКИЙ ИТЛ МВД, Волголаг, Волгострой) — підрозділ, що діяв в структурі Головного управління виправно-трудових таборів Народного комісаріату внутрішніх справ СРСР (ГУЛАГ НКВД).
Організований 29.04.46 - перейменований з ВТТ Волгобуду;

закритий 29.04.53 (таб. підр. передані до складу УВТТК УМВС по Ярославській обл.)
Дислокація: Ярославська область, Рибінський р-н, с.Перебори;

Щербаківський р-н, с.Перебори.

## Виконувані роботи
- обслуговування робіт Волгобуду,
- закінчення будівництва гідровузлів в Угличі і Щербакові (Рибінську),
- контрагентські роботи (у тому числі - на Рибінському хутровому заводі № 1 Головпромбуду),
- лісозаготівлі, видобуток каменю,
- швейне виробництво, випуск виробів ширвжитку,
- с/г роботи, ловля і переробка риби.

## Чисельність з/к
- 01.04.46 — 17 338;
- 01.01.47 — 21 379,
- 01.01.48 — 18 440,
- 01.01.50 — 17 399,
- 01.01.52 — 16 035,
- 01.01.53 — 15 063